# Dieter Schmitt
Dieter Schmitt (ur. 3 maja 1940 w Offenbach am Main) – niemiecki florecista reprezentujący RFN, srebrny medalista mistrzostw świata.
Podczas mistrzostw świata w Budapeszcie w 1959 roku reprezentanci RFN w składzie: Jürgen Brecht, Tim Gerresheim, Dieter Schmitt, Jürgen Theuerkauff i Manfred Urschel zdobyli drużynowo srebrny medal. Był to jego jedyny medal wywalczony w zawodach tego cyklu.
Na igrzyskach olimpijskich w Rzymie w 1960 roku został zgłoszony do startu w turnieju drużynowym, jednak ostatecznie nie wystąpił. Na rozgrywanych cztery lata później igrzyskach olimpijskich w Tokio dotarł do półfinałów turnieju indywidualnego.
W 1961 roku zdobył mistrzostwo kraju we florecie indywidualnym.